# Laothoe amurensis
Laothoe amurensis là một loài bướm đêm thuộc họ Sphingidae. Nó được tìm thấy ở khu vực miền bắc of miền Cổ bắc. It gặp ở tháng 5 và can be chỉ có ở far-miền đông Europe, bao gồm parts của Ba Lan, Phần Lan, Ukraina và Belarus. Một vài phụ loài khác phân bố ở châu Á. Dù là loài hiếm, nó không được bảo vệ, ví dụ ở Ba Lan.
Sải cánh dài 71–98 mm. Rất giống với Laothoe populi, một loài bướm đêm châu Âu có khắp nơi nhưng lớn hơn và màu tối hơn.
The larvae feed singly on Populus tremula và liễu.

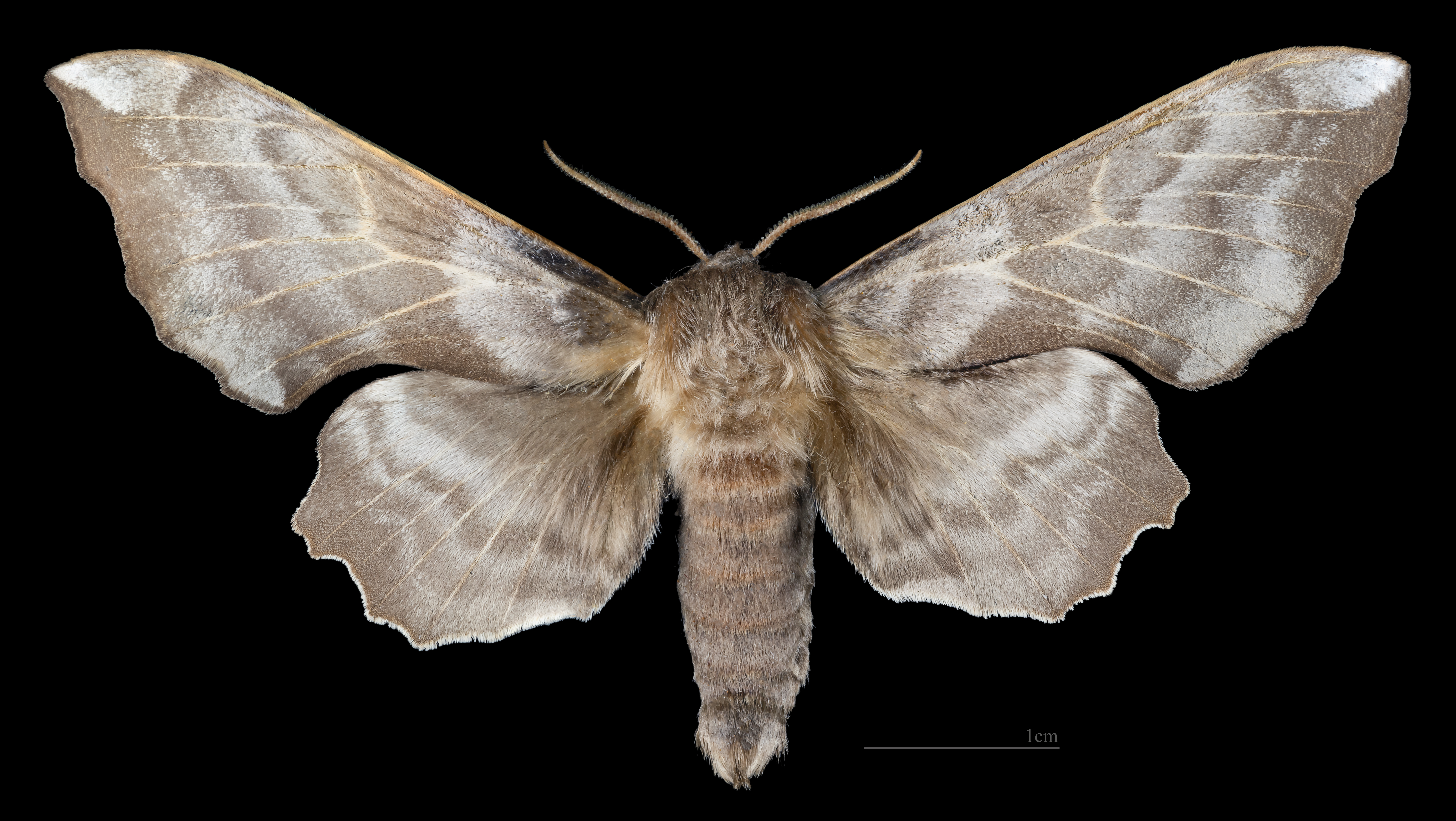
Laothoe amurensis ♂
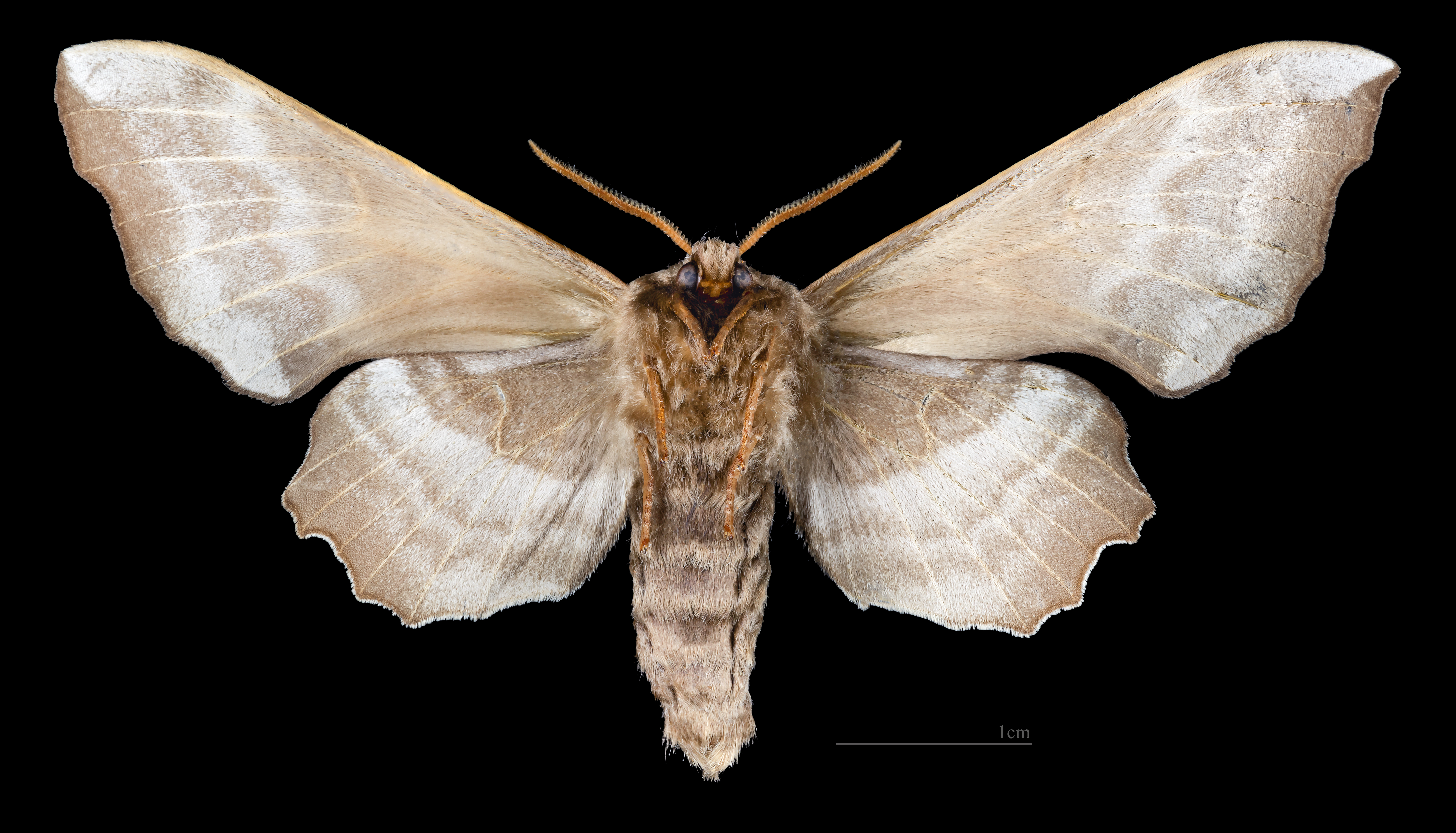
Laothoe amurensis ♂   △

## Các loài
- Laothoe amurensis amurensis (từ miền trung Ba Lan và miền nam Finland, phía đông through Russia, miền nam Siberia và Yakutia to bờ biển Thái Bình Dương, bao gồm đảo Sakhalin. Ở miền đông miền Cổ bắc, it occurs phía nam as far as the Altai Mountains of Tân Cương, miền bắc Mongolia, miền bắc Heilongjiang, Primorskiy Kray và Hokkaido và Honshu in Japan)
- Laothoe amurensis sinica Rothschild & Jordan, 1903 (China và Korea)